# Azim Khan
Sardar Mohammad Azim Khan Barakzai (pashtu: عظیم خان; fl. XIX secolo) è stato un nobile pashtun, governatore afghano della valle del Kashmir tra il 1812 e il 1819.

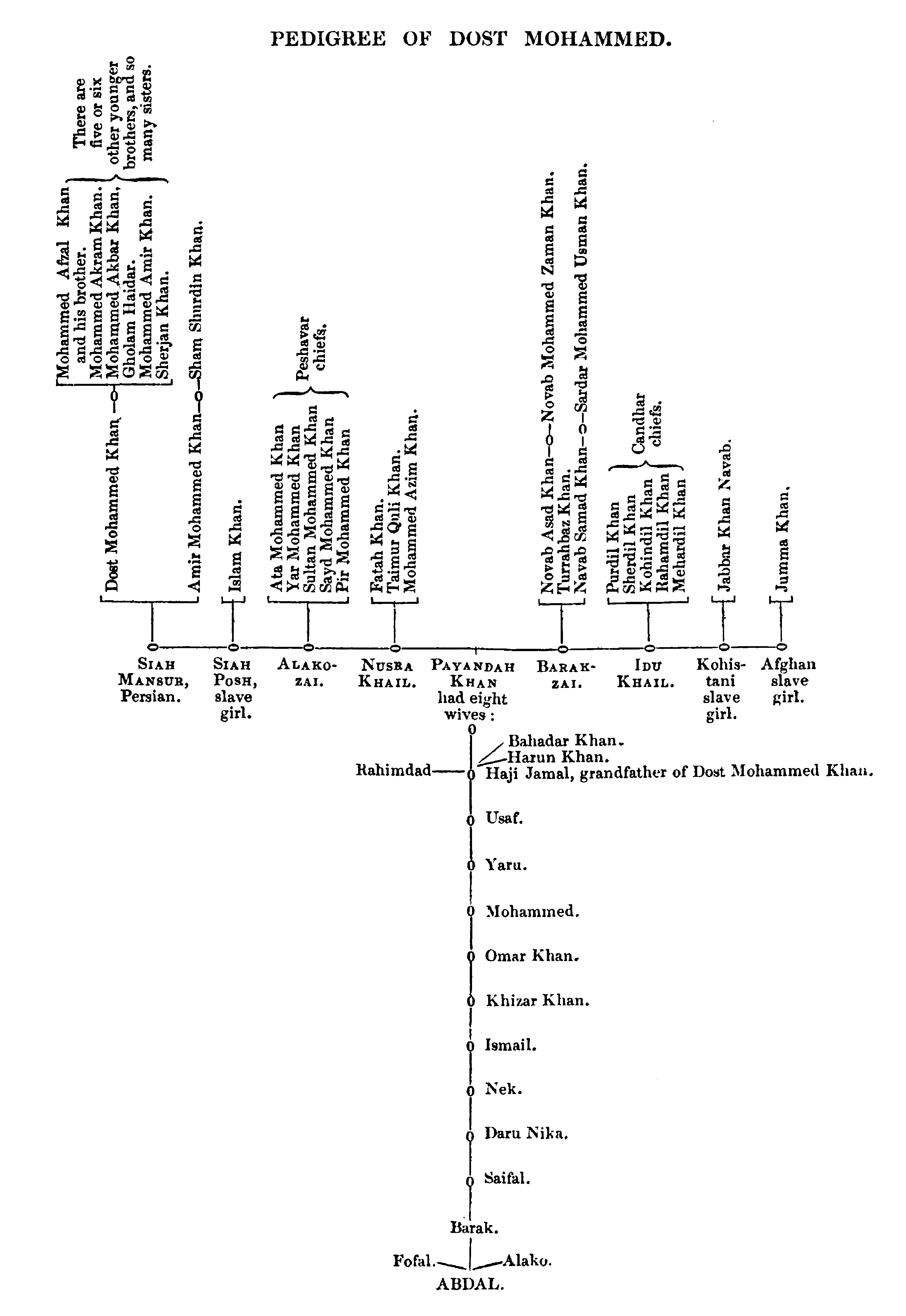
Antenati e figli di Payinda "Sarfraz" Khan

Era il secondo dei 21 figli (nati da otto diverse madri) del capo dei Barakzai, Payinda Sarfaraz Khan. Suo fratello maggiore Fateh Khan fu visir di Mahmud Shah Durrani. Tra i suoi fratellastri vi era Dost Mohammed Khan, che sarebbe diventato emiro dell'Afghanistan.

## Biografia
Nel 1810 Azim Khan fu incaricato da Mahmud Shah Durrani di prendere prigioniero il suo rivale per il trono, Shah Shuja Durrani, che aveva radunato un proprio esercito a Peshawar. Azim Khan sconfisse le armate di Shah Shuja e nel 1812-13 fu coinvolto nella conquista congiunta afghano-sikh del Kashmir, controllato dal governatore ribelle Mohammed Atta Khan Bamzai. Nominato governatore del Kashmir, nel 1814 respinse con successo un tentativo di invasione da parte dei Sikh guidati da Ranjit Singh.
Dopo l'accecamento e l'uccisione di Fatteh Khan da parte di Kamran Shah Durrani, Azim Khan divenne capo dei Barakzai e insieme ai suoi fratelli giurò vendetta contro l'emiro. Tutte le ex province dell'impero Durrani, tranne quella di Herat, passarono sotto il controllo di Azim Khan, che si insediò come governatore della provincia di Kabul, lasciando il Kashmir nelle mani del fratellastro Jabbar Khan Nawab. Invitò quindi Shah Shuja Durrani a tornare dall'esilio, ma al suo posto insediò come sovrano fantoccio Ayub Shah Durrani.
Nell'estate del 1819 il fratellastro Yar Mohammed Khan, governatore del distretto di Peshawar, non riuscì a fermare la marcia di Ranjit Singh verso il Kashmir e i Sikh occuparono la provincia dopo aver sconfitto Jabbar Khan nella battaglia di Shopian. Nel tentativo di conservare la propria ricchezza e la propria posizione contro i fratelli, altri nobili afghani, i Sikh e i governanti vicini, Azim Khan tentò senza successo di allearsi con i britannici.
Nel marzo 1823 Azim Khan affrontò, insieme ad altri pashtun, l'esercito Sikh Khalsa di Ranjit Singh nella battaglia di Nowshera, vicino a Peshawar. Dopo essere stato respinto, abbandonò i suoi alleati, che si erano raggruppati per continuare a combattere, e si ritirò a Kabul, dove morì poco dopo. Gli afghani persero così la loro antica roccaforte nella valle di Peshawar, che fu occupata dall'Impero Sikh.
Si ritiene che abbia accumulato grandi ricchezze grazie ai bottini di guerra e all'esosa tassazione, soprattutto durante il periodo in cui fu governatore del Kashmr. Suo figlio Habiballah Khan ereditò il suo patrimonio e prese il controllo di Kabul, ma fu presto spodestato da Dost Mohammed Khan.